# Чжан Синьди
Чжан Синьди́ (кит. упр. 张新娣, пиньинь Zhāng Xīndì; род. 1984, Хэйлунцзян) — китайская кёрлингистка.

## Команды
| Сезон                                               | Четвёртый   | Третий       | Второй        | Первый      | Запасной                                          | Турниры              |
| --------------------------------------------------- | ----------- | ------------ | ------------- | ----------- | ------------------------------------------------- | -------------------- |
| 2009—10                                             | Чжан Синьди | Лю Цзиньли   | Лю Сыцзя      | Юй Синьна   |                                                   |                      |
| 2009—10                                             | Ван Бинъюй  | Лю Инь       | Юэ Циншуан    | Чжоу Янь    | Чжан Синьди тренеры: Тань Вэйдун, Даниэль Рафаэль | ЧМ 2010 (7 место)    |
| 2010—11                                             | Лю Цзиньли  | Huang Sining | Zheng Chunmei | Чжан Синьди |                                                   |                      |
| Кёрлинг среди смешанных пар (mixed doubles curling) |             |              |               |             |                                                   |                      |
| 2007—08                                             | Чжан Синьди | Ли Гуансюй   |               |             | тренер: Zhao Zhenzhen                             | ЧМСП 2008 (10 место) |

(скипы выделены полужирным шрифтом)